# Krakowska Spółka Wydawnicza
Krakowska Spółka Wydawnicza – przedwojenne wydawnictwo książkowe, mające siedzibę w Krakowie.
Wydawnictwo powstało z inicjatywy środowiska krakowskich konserwatystów skupionych wokół dziennika „Czas”, w tym grupy wykładowców Uniwersytetu Jagiellońskiego (Karol Estreicher i Tadeusz Sinko) i osób związanych z wojennym Centralnym Biurem Wydawnictw Naczelnego Komitetu Narodowego (Stanisław Kot). Dyrektorem wydawnictwa został Adam Muszyński, a wicedyrektorem, polonista Kazimierz Giebułtowski.
Wydawnictwo zapoczątkowało wydawanie serii Biblioteka Narodowa w 1919 roku (od 1933 seria była wydawana przez Zakład Narodowy im. Ossolińskich). Wydawnictwo było znane z wydawania tej serii, w której ukazywały się pozycje znanych pisarzy polskich i obcych, z charakterystyczną białą okładką, w kieszonkowym formacie i w przystępnej cenie.
Wydawnictwo zapewniało też autorom wysokie honoraria.
W okresie uznanym za szczytowy (1924), wydawnictwo opublikowało 21 nowych tytułów. Wydawnictwo zaczęło ponosić straty na początku lat 30. i zbankrutowało w 1933.